# Alessandro Turchi
Alessandro Turchi zwany Orbetto (ur. 1578 w Weronie, zm. 22 stycznia 1649 w Rzymie) – włoski malarz epoki baroku.

## Biografia
Alessandro Turchi urodził się w Weronie w 1578 roku. Rodzina, od dwóch pokoleń mieszkająca w dzielnicy San Quirico, trudniła się płatnerstwem. Zdobył wykształcenie malarskie w pracowni Felice Brusasorziego w swym rodzinnym mieście. Sporadycznie odwiedzał Wenecję i Mantuę. Po śmierci mistrza w 1605 roku Turchi kończył rozpoczęte przez niego obrazy, zamówione do kościołów. Następnie zaczął tworzyć samodzielnie (Maria Magdalena pokutująca dla kościoła San Tomaso Cantuariense oraz Pokłon pasterzy dla kościoła San Fermo Maggiore). W grudniu 1609 roku został oficjalnym malarzem Akademii Filharmonii w Weronie (wł. Accademia Filarmonica veronese) w miejsce zmarłego Brusasorziego. W 1614 na stałe przeniósł się do Rzymu. Pod nadzorem Carlo Saraceniego brał udział w pracach dekoracyjnych w Sali Królewskiej (wł. Sala Regia) Pałacu Kwirynalskiego. Na zamówienie kardynała Scypiona Borghese namalował Chrystusa opłakiwanego przez Marię Magdalenę i aniołów oraz Wskrzeszenie Łazarza, znajdujące się obecnie w zbiorach Galerii Borghese. Spod pędzla Orbetto wyszła Święta Rodzina zdobiąca ołtarz jednej z kaplic w Bazylice św. Wawrzyńca „in Lucina”.
Malarz utrzymywał kontakty z rodzinną Weroną, malując zarówno obrazy o charakterze religijnym dla świątyń, jak i o tematyce mitologicznej na zamówienie takich rodów, jak: Gherardini, Curtoni czy Muselli. Jednym z ważniejszych mecenasów Turchiego był markiz Gaspare Gherardini związany z osobą królowej Krystyny Wazówny. Turchi łączy w swych dziełach luminizm znany z twórczości Caravaggia z chromatyzmem szkoły weneckiej.
W 1637 roku Turchi został prezesem rzymskiej Akademii Świętego Łukasza. Zmarł w Rzymie 22 stycznia 1649 roku.
Dzieła Turchiego posiadają, m.in. takie kolekcje, jak: Luwr, Prado, Royal Collection na Zamku w Windsorze, National Gallery of Victoria w Melbourne, Detroit Institute of Arts, Stara Pinakoteka w Monachium, Muzeum Historii Sztuki w Wiedniu.

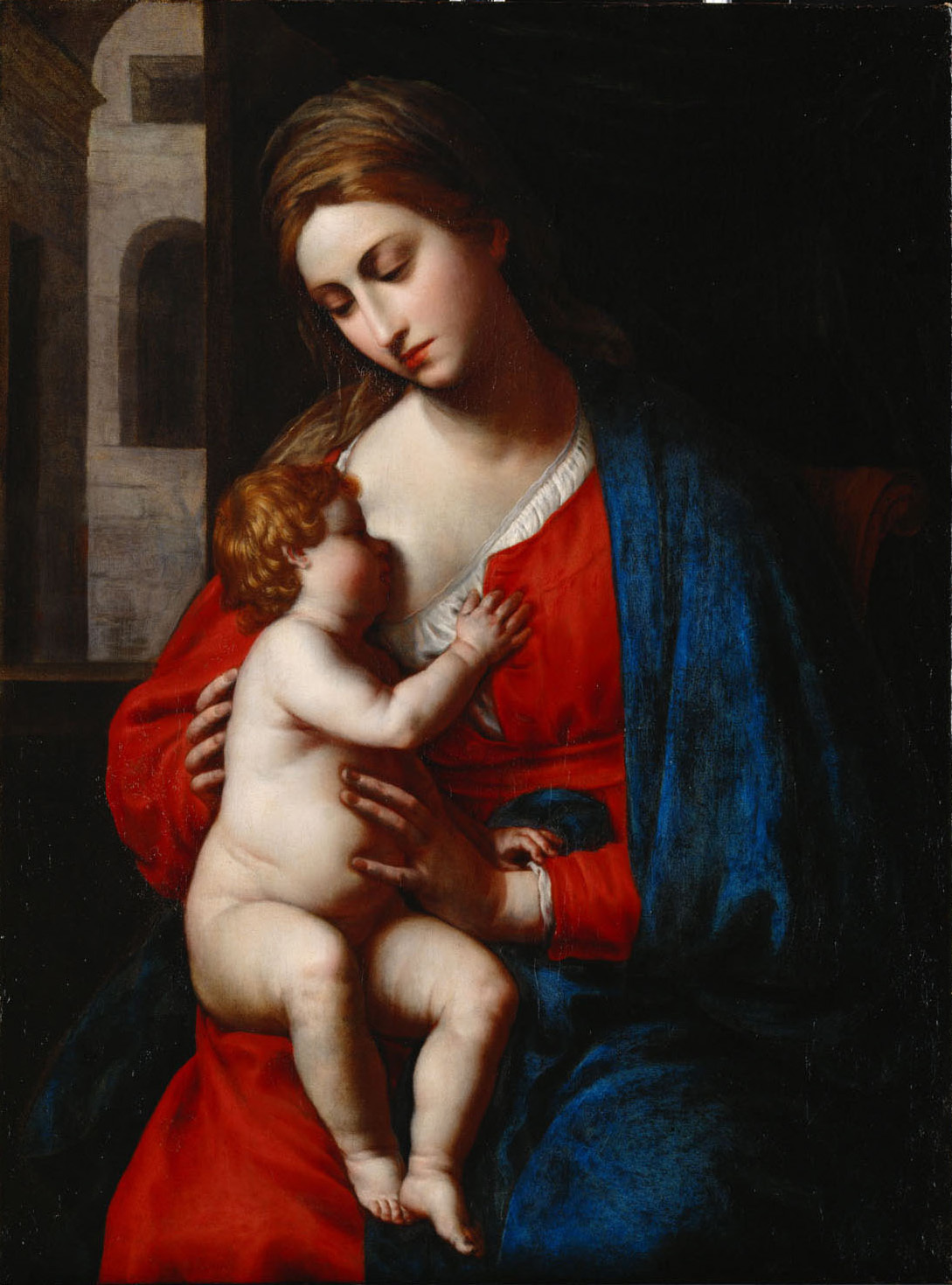
Madonna z Dzieciątkiem, Muzeum Historii Sztuki w Wiedniu
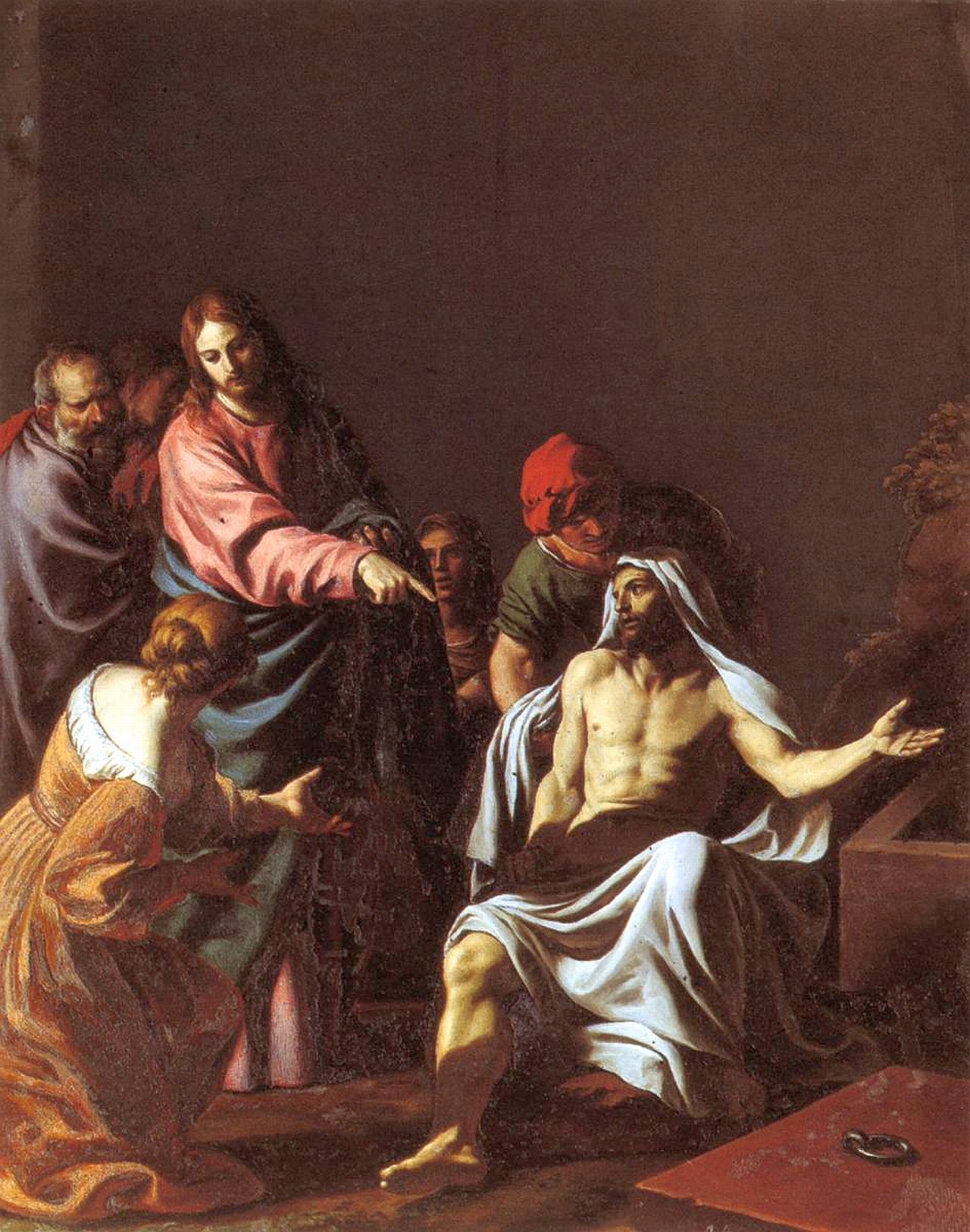
Wskrzeszenie Łazarza (1617), Galeria Borghese
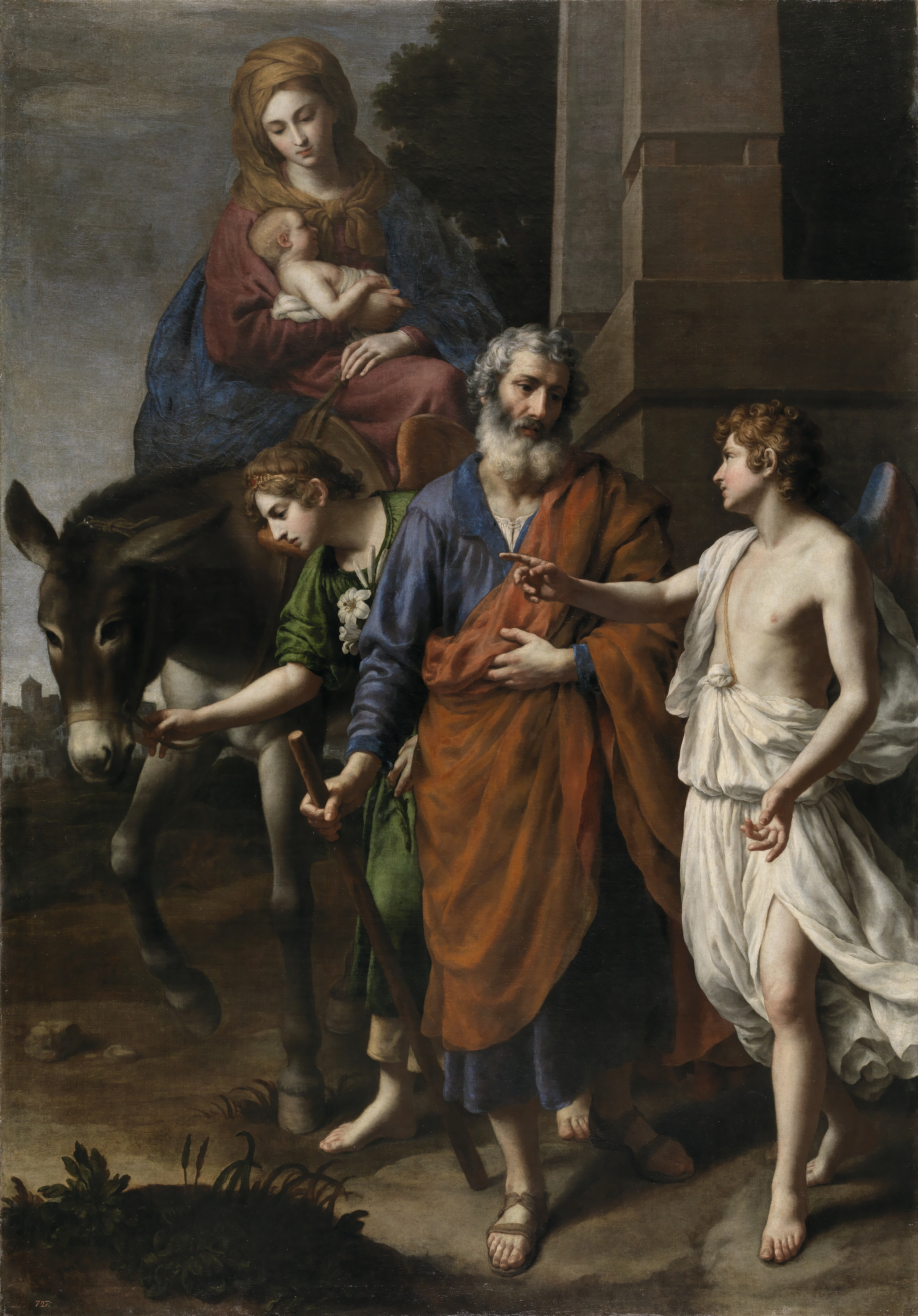
Ucieczka do Egiptu (1630–1633), Prado
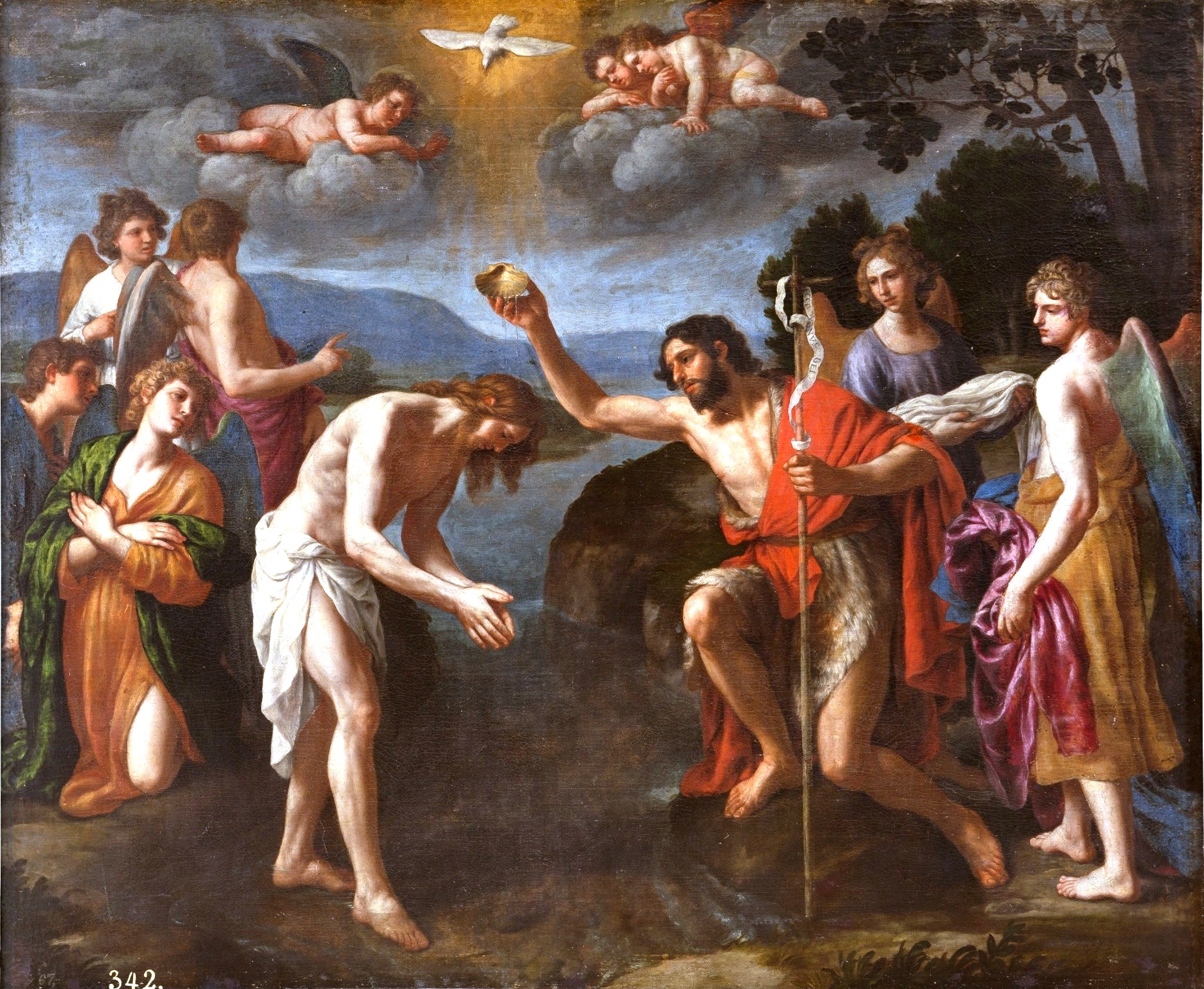
Chrzest Chrystusa (1630–1649), Prado